# Кубок Англии по футболу 1875/1876
Кубок Англии по футболу 1875/76 — 5-й розыгрыш старейшего футбольного турнира в мире, Переходящего кубка Футбольной ассоциации, также известного как Кубок Англии. На момент первой жеребьёвки розыгрыша Кубка в нём было заявлено 32 футбольных клуба.
Турнир начался 3 ноября 1875 года первым раундом и завершился финалом, который прошел 18 марта 1876 года на стадионе «Кеннингтон Овал» в Лондоне, где «Уондерерс» в переигровке победил «Олд Итонианс» со счетом 3:0.

## Первый раунд
| Домашняя команда      | Счёт | Выездная команда   | Посещаемость | Дата            |
| --------------------- | ---- | ------------------ | ------------ | --------------- |
| Шеффилд               | т.п. | Шропшир Уондерерс  |              |                 |
| Лейтон                | т.п. | Харроу Чекерс      |              |                 |
| Ройал Энджинирс       | 15:0 | Хай Уайкомб        | 2249         | 10 ноября 1875  |
| Мейденхед             | 2:0  | Рамблерс           | 1097         | 23 октября 1875 |
| Клэпем Роверс         | т.п. | Хитчин             |              |                 |
| Рейгейт Приори        | 1:0  | Барнс              | 800          | 30 октября 1875 |
| Аптон Парк            | 1:0  | Саутолл            | 1500         | 23 октября 1875 |
| Уондерерс             | 5:0  | Фест Суррей Райфлз | 3785         | 23 октября 1875 |
| Саут Норвуд           | т.п. | Клайдсдейл         |              |                 |
| Оксфорд Юниверсити    | 6:0  | Форест Скул        | 1136         | 6 ноября 1875   |
| Олд Итонианс          | 4:1  | Пилгримс           | 1800         | 9 ноября 1875   |
| Свифтс                | 2:0  | Марлоу             | 1000         | 3 ноября 1875   |
| Кембридж Юниверсити   | т.п. | Сивил Сервис       |              |                 |
| Пантерс               | 1:0  | Вудфорд Уэллс      | 500          | 6 ноября 1875   |
| Сто пятый полк        | 0:0  | Кристал Пэлас      | 500          | 6 ноября 1875   |
| Хартфордшир Рейнджерс | 4:0  | Рочестер           | 700          | 6 ноября 1875   |

### Переигровка
| Домашняя команда | Счёт | Выездная команда | Посещаемость | Дата           |
| ---------------- | ---- | ---------------- | ------------ | -------------- |
| Кристал Пэлас    | 3:0  | Сто пятый полк   | 1578         | 20 ноября 1875 |

## Второй раунд
| Домашняя команда   | Счёт | Выездная команда      | Посещаемость | Дата            |
| ------------------ | ---- | --------------------- | ------------ | --------------- |
| Шеффилд            | т.п. | Аптон Парк            |              |                 |
| Ройал Энджинирс    | т.п. | Пантерс               |              |                 |
| Клэпем Роверс      | 12:0 | Лейтон                | 2824         | 18 декабря 1875 |
| Рейгейт Прайори    | 0:8  | Кембридж Юниверсити   | 800          | 11 декабря 1875 |
| Уондерерс          | 3:0  | Кристал Пэлас         | 4000         | 11 декабря 1875 |
| Саут Норвуд        | 0:5  | Свифтс                | 800          | 11 декабря 1875 |
| Оксфорд Юниверсити | 8:2  | Хартфордшир Рейнджерс | 1500         | 18 декабря 1875 |
| Олд Итонианс       | 8:0  | Мейденхед             | 1800         | 11 декабря 1875 |

## Третий раунд
| Домашняя команда    | Счёт | Выездная команда   | Посещаемость | Дата           |
| ------------------- | ---- | ------------------ | ------------ | -------------- |
| Ройал Энджинирс     | 1:3  | Свифтс             | 2500         | 29 января 1876 |
| Уондерерс           | 2:0  | Шеффилд            | 3841         | 29 января 1876 |
| Олд Итонианс        | 1:0  | Клэпем Роверс      | 1800         | 29 января 1876 |
| Кембридж Юниверсити | 0:4  | Оксфорд Юниверсити | 1200         | 31 января 1876 |

## Полуфиналы
| Домашняя команда   | Счёт | Выездная команда | Посещаемость | Дата            |
| ------------------ | ---- | ---------------- | ------------ | --------------- |
| Уондерерс          | 2:1  | Свифтс           | 4000         | 26 февраля 1876 |
| Оксфорд Юниверсити | 0:1  | Олд Итонианс     | 1500         | 19 февраля 1876 |

## Финал
| Домашняя команда | Счёт | Выездная команда | Посещаемость | Стадион         | Дата          |
| ---------------- | ---- | ---------------- | ------------ | --------------- | ------------- |
| Уондерерс        | 1:1  | Олд Итонианс     | 3500         | Кеннингтон Овал | 11 марта 1876 |

### Переигровка
| Домашняя команда | Счёт | Выездная команда | Посещаемость | Стадион         | Дата          |
| ---------------- | ---- | ---------------- | ------------ | --------------- | ------------- |
| Уондерерс        | 3:0  | Олд Итонианс     | 1500         | Кеннингтон Овал | 18 марта 1876 |